# 不倫瑞克鎮區 (密蘇里州沙里頓縣)
不倫瑞克鎮區（英語：Brunswick Township）是位於美國密蘇里州沙里頓縣的一個行政鎮區。

## 地方資料
不倫瑞克鎮區的面積為184.83平方千米，當中陸地面積為181.18平方千米，而水域面積為3.65平方千米。根據2020年美國人口普查的數據，當地共有人口1281人，而人口密度為每平方千米6.93人。